# Music Box
«Music Box» — третій студійний альбом американської R&B/поп-співачки Мераї Кері. Реліз відбувся 31 серпня 1993 року.

## Список композицій
Автор слів Мерая Кері, окрім вказаних. 
| #   | Назва                                        | Автор слів         | Автор музики                     | Продюсер(и)                  | Тривалість |
| --- | -------------------------------------------- | ------------------ | -------------------------------- | ---------------------------- | ---------- |
| 1.  | «Dreamlover»                                 |                    | Кері Dave Hall                   | Кері Walter Afanasieff Hall  | 3:54       |
| 2.  | «Hero»                                       |                    | Кері Afanasieff                  | Кері Afanasieff              | 4:19       |
| 3.  | «Anytime You Need a Friend»                  |                    | Кері Afanasieff                  | Кері Afanasieff              | 4:26       |
| 4.  | «Music Box»                                  |                    | Кері Afanasieff                  | Кері Afanasieff              | 4:57       |
| 5.  | «Now That I Know»                            |                    | Кері Robert Clivillés David Cole | Кері Clivillés Cole          | 4:19       |
| 6.  | «Never Forget You»                           | Кері Бейбіфейс     | Кері Бейбіфейс                   | Кері Бейбіфейс Daryl Simmons | 3:46       |
| 7.  | «Without You» (кавер-версія гурту Badfinger) | Pete Ham Tom Evans | Ham Evans                        | Кері Afanasieff              | 3:36       |
| 8.  | «Just to Hold You Once Again»                |                    | Кері Afanasieff                  | Кері Afanasieff              | 3:59       |
| 9.  | «I've Been Thinking About You»               |                    | Кері Clivillés Cole              | Кері Clivillés Cole          | 4:48       |
| 10. | «All I've Ever Wanted»                       |                    | Кері Afanasieff                  | Кері Afanasieff              | 3:51       |

| Міжнародне видання (бонусний трек) | Міжнародне видання (бонусний трек) | Міжнародне видання (бонусний трек) | Міжнародне видання (бонусний трек) | Міжнародне видання (бонусний трек) |
| #                                  | Назва                              | Автор музики                       | Продюсер(и)                        | Тривалість                         |
| ---------------------------------- | ---------------------------------- | ---------------------------------- | ---------------------------------- | ---------------------------------- |
| 11.                                | «Everything Fades Away»            | Кері Afanasieff                    | Кері Afanasieff                    | 5:25                               |

| Латиноамериканське видання (бонусний трек) | Латиноамериканське видання (бонусний трек) | Латиноамериканське видання (бонусний трек) | Латиноамериканське видання (бонусний трек) | Латиноамериканське видання (бонусний трек) |
| #                                          | Назва                                      | Автор музики                               | Продюсер(и)                                | Тривалість                                 |
| ------------------------------------------ | ------------------------------------------ | ------------------------------------------ | ------------------------------------------ | ------------------------------------------ |
| 12.                                        | «Héroe»                                    | Кері Afanasieff                            | Кері Afanasieff                            | 4:19                                       |

## Чарти
Тижневі чарти
| Чарт (1993-1994)                            | Позиція |
| ------------------------------------------- | ------- |
| Аргентина (CAPIF)                           | 7       |
| Австралія (ARIA)                            | 1       |
| Австрія (Ö3 Austria Top 40)                 | 1       |
| Бельгія (Ultratop)                          | 1       |
| Канада (Top Albums/CDs) (RPM)               | 2       |
| Канада (Canadian Albums) (The Record)       | 5       |
| Данія (Hitlisten)                           | 1       |
| Нідерланди (MegaCharts)                     | 1       |
| Європейський Союз (European Top 100 Albums) | 1       |
| Фінляндія (Suomen virallinen lista)         | 1       |
| Франція (SNEP)                              | 1       |
| Німеччина (GfK Entertainment Charts)        | 1       |
| Гонконг (IFPI)                              | 5       |
| Угорщина (Mahasz)                           | 4       |
| Ірландія (IRMA)                             | 1       |
| Італія (FIMI)                               | 5       |
| Японія (Oricon Albums Chart) (Oricon)       | 2       |
| Нова Зеландія (RMNZ)                        | 2       |
| Норвегія (VG-lista)                         | 2       |
| Португалія (AFP)                            | 1       |
| Шотландія (Official Charts Company)         | 1       |
| Іспанія (PROMUSICAE)                        | 2       |
| ПАР (RISA)                                  | 2       |
| Швеція (Sverigetopplistan)                  | 3       |
| Швейцарія (Schweizer Hitparade)             | 1       |
| Велика Британія (Official Charts Company)   | 1       |
| Велика Британія (R&B Albums) (OCC)          | 1       |
| США (Billboard 200)                         | 1       |
| США (Top R&B/Hip-Hop Albums) (Billboard)    | 1       |

## Сертифікація та продажі
| Країна                        | Сертифікат (таблиця продажів та сертифікатів) | Продажі    |
| ----------------------------- | --------------------------------------------- | ---------- |
| Австралія (ARIA)              | 12× Платина                                   | +860,000   |
| Австрія (IFPI)                | 2× Платина                                    | +100,000   |
| Бельгія (BEA)                 | 2× Платина                                    | +100,000   |
| Бразилія (Pro-Música Brasil)  | Золото                                        | +100,000   |
| Канада (Music Canada)         | 7× Платина                                    | +700,000   |
| Фінляндія (Musiikkituottajat) | Золото                                        | 47,382     |
| Франція (SNEP)                | Діамант                                       | 1,418,000  |
| Німеччина (BVMI)              | 2× Платина                                    | +1,000,000 |
| Японія (RIAJ)                 | 2× Діамант                                    | +2,200,000 |
| Нідерланди (NVPI)             | 6× Платина                                    | +600,000   |
| Нова Зеландія (RMNZ)          | 5× Платина                                    | +75,000    |
| Норвегія (VG-lista)           | 8× Платина                                    | +400,000   |
| Іспанія (PROMUSICAE)          | 4× Платина                                    | +400,000   |
| Швеція (GLF)                  | Платина                                       | +100,000   |
| Швейцарія (IFPI)              | 4× Платина                                    | +200,000   |
| Велика Британія (BPI)         | 5× Платина                                    | +1,500,000 |
| США (RIAA)                    | Діамант                                       | +7,277,000 |